# Earthlink
EarthLink  est un fournisseur d'accès à Internet américain établi à Atlanta qui revendique 1,94 million de souscripteurs.
EarthLink a été cotée en bourse NASDAQ sous le code ELNK de 1997 a 2016.

## Histoire
EarthLink rentre en bourse le 21 juillet 1997.
EarthLink, également l'un des premiers fournisseurs mondiaux de protocole IP, annonce en décembre 2010 qu'il allait racheter One Communications (One Comm) pour 370 millions de dollars, dont 285 millions de dette.
En 2016 Windstream et Earthelink annonce leur fusion par échange d'actions d'un montant de 1,1 milliard de dollars dette comprise, les actionnaires d'EarthLink recevant 0,818 action Windstream pour chaque action apportée.
L'action est retirée de cotation.